# Beroepspoliticus
Een beroepspoliticus of carrièrepoliticus is iemand wiens werk uitsluitend, voltijds en/of voor een lange periode politiek van aard is, zoals parlementslid, minister, politiek adviseur of als werknemer van bijvoorbeeld een politicus, kabinet of politieke partij. Het tegenovergestelde zijn politici die beroepservaring hebben in andere sectoren of die naast hun politiek ambt een andere job uitoefenen.
In Politik als Beruf (1919) beschreef socioloog Max Weber de oorsprong van politici die zowel 'voor' als 'van' de politiek leven. Politicoloog Anthony King (1981) schoof de term 'carrièrepoliticus' naar voren. In de loop van de 20e eeuw nam in liberale democratieën het aandeel beroepspolitici toe, een vorm van politieke professionalisering. Kenmerkend voor beroepspolitici is een hoge mate van toewijding, een enge beroepsachtergrond, een beperkte levenservaring buiten de politiek en een sterke ambitie.
Bepaalde ideologieën zoals het marxisme zijn gekant tegen een politieke klasse met beroepspolitici.